# 高宮町

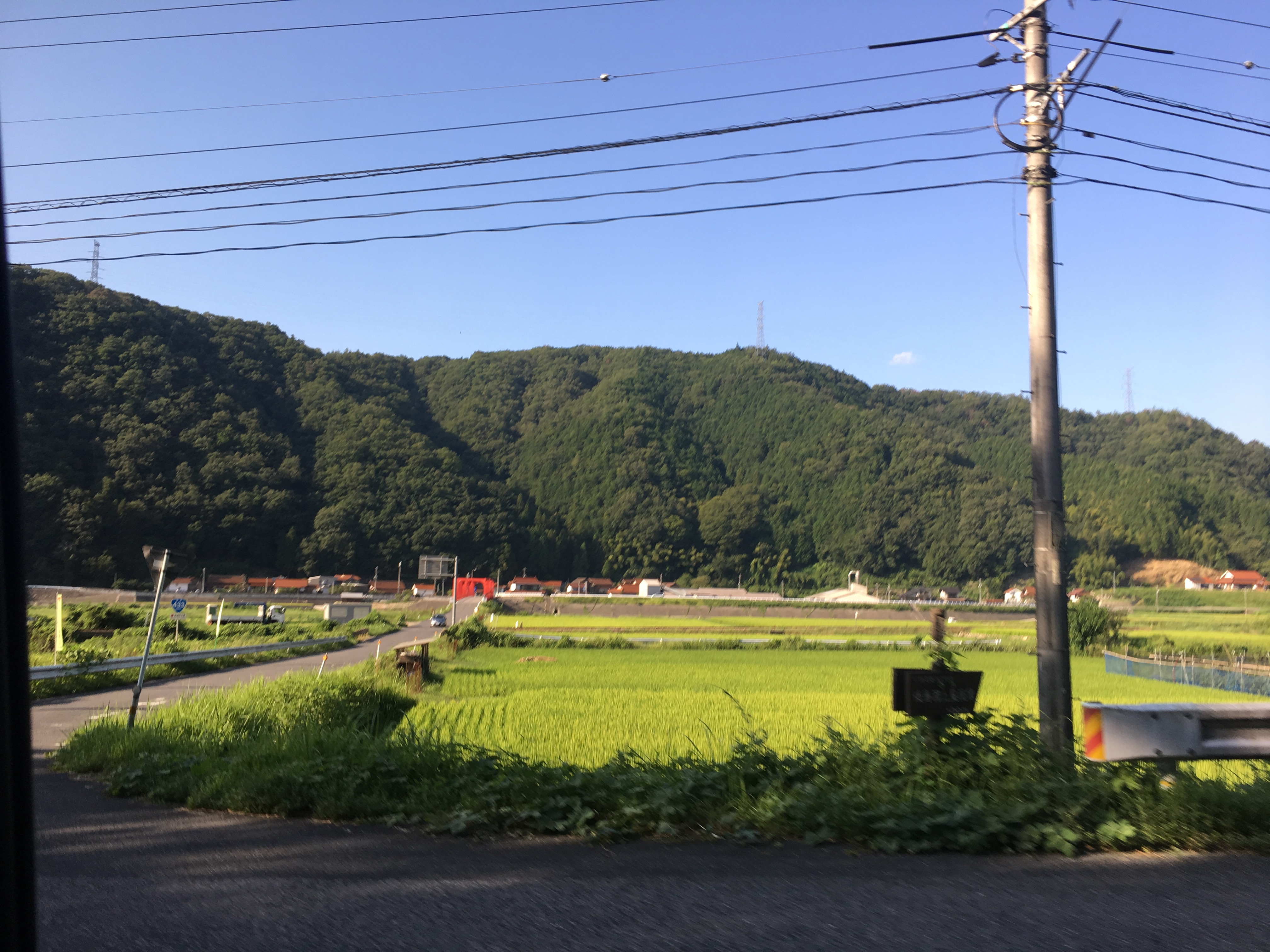
高宮町

高宮町（たかみやちょう）は、かつて広島県の高田郡に存在した町。
2004年3月1日に高田郡の全6町（甲田・高宮・美土里・向原・八千代・吉田各町）が合併（新設合併）して発足した安芸高田市に移行したことに伴い消滅した。同時に高田郡も消滅した。

## 沿革
- 中世まで - 高宮郡が高田郡に吸収されて一旦消滅。
- 1889年4月1日 - 市町村制施行。高田郡川根・来原（くるはら）・船佐の各村が成立。
- 1956年9月30日 - 川根・来原・船佐各村が合併（新設合併）して高宮町が発足する。
- 2004年3月1日 - 高田郡の全6町が合併（新設合併）して発足した安芸高田市に移行したことに伴い消滅する。同時に高田郡も消滅する。

## 経済

### 農業
多くの町民は兼業農家として、農業と別の収入で生計を立てている。『大日本篤農家名鑑』によれば篤農家は川根村は井澤、船佐村は永井、香川、瀬川、三上、若狭、泉、吉川、近藤、田桑、佐々木、平田、来原村は秋田、岩崎などがいた。

## 歴代町長
- 香川静樹（ - 1980年在任）
- 児玉更太郎（1980年 - 2004年まで在任） - 来女木出身。全国町村会副会長なども歴任。廃町まで在任。市制施行後、初代安芸高田市長。安芸高田市長をつとめた児玉浩の父[2]。

## 主要施設
- 田園パラッツォ…文化ホール、図書館、民俗資料館を併設した施設。

## 地理

### 河川
- 江の川

### 山
- 熊谷山（512.4m）
- 面山（486.6m）
- 大仙山（390.2m）

## 名所・旧跡
- 船佐・山内逆断層帯
- 毛利隆元の墓[3]
- リージャスクレストゴルフクラブ
- エコミュージアム川根
- 広島ニュージーランド村
- たかみや湯の森

## 大字（2004年2月29日当時のデータ）
- 川根（かわね）
- 来女木（くるめぎ）
- 佐々部（ささべ）
- 羽佐竹（はさだけ）
- 原田（はらだ）
- 船木（ふなき）
- 房後（ぼうご）

## 交通（2004年2月29日当時のデータ）

### 鉄道

#### JR三江線
- 船佐駅
- 所木駅
- 信木駅
- 式敷駅

### 道路

#### 高速道路
- 中国自動車道が町内を通過しており、美土里町に跨って高田ICが設けられている。

#### 国道
- 国道433号
- 国道434号…町内は全区間国道433号と重用している。

#### 主要地方道
- 広島県道4号甲田作木線
- 広島県道64号三次美土里線

#### 一般県道
- 広島県道109号瑞穂高宮線…2006年春広島県道109号邑南高宮線に改称。
- 広島県道112号三次江津線
- 広島県道179号下北甲田線
- 広島県道320号浅塚横田線
- 広島県道322号北船木線
- 広島県道323号中北川根線
- 広島県道325号船木上福田線
- 広島県道326号原田吉田線

## 教育（2004年2月29日当時のデータ）

### 小学校
- 高宮町立川根小学校
- 高宮町立来原小学校
- 高宮町立船佐小学校

### 中学校
- 高宮町立高宮中学校

### 高等学校
- 広島県立高宮高等学校

## 出身人物
- 藤本悦志（安芸高田市長）